# Brumovice (kraj morawsko-śląski)
Brumovice (niem. Braunsdorf) – gmina w Czechach, w powiecie Opawa, w kraju morawsko-śląskim. Według danych z dnia 1 stycznia 2012 liczyła 1488 mieszkańców.

## Podział administracyjny
Części gminy
- Brumovice (niem. Braunsdorf)
- Kolná (niem. Jagdhase)
- Pocheň (niem. Pochmühl)
- Pustý Mlýn (niem. Wüstemühle)
- Skrochovice (dawniej Škrochovice, niem. Skrochowitz)
- Úblo (niem. Aubeln)

Gminy katastralne
- Brumovice u Opavy
- Skrochovice
- Úblo

## Historia
W sierpniu 1939 powstał w dawnej cukrowni w Skrochowicach obóz internacyjny dla Polaków i Żydów z Górnego Śląska, którego dowódcą był Heinrich Jöckel. Wśród więźniów był także weteran Powstania Śląskiego Wiktor Siminski (1897-1966) i polski pisarz Gustaw Morcinek. W maju 1946 roku były zwłoki 13 więźniów (Jerzy Sutter, Szymon Windholz, Aleksander Wyżgoł, Michał Żabiński, Jan Zander, August Sekuła, Józef Żurowski, Józef Stachow, Jesuar Gerszel Goldstoff, Jan Pilarz, Dawid Liebman, Jan Mrozik a Ludwik Zemanek) ekshumowane i pochowane na cmentarzu w Skrochowicach, gdzie wybudowano w 1967 roku pomnik.

## Osoby urodzone w Brumovicach
- Ernst Trull (1861-1918), sudeckoniemiecki poeta i pisarz, urodzony w Ublu[2]

## Transport
W wiosce jest drogowe przejście graniczne Skrochovice – Boboluszki z Czechami (most przez rzekę Opawę) dla samochodów.